# Герб Вінніпега
Герб Вінніпега — геральдичний символ, який використовується муніципальним урядом як офіційний символ.

## Історія
У місті було два офіційні герби за свою історію. Перший герб містив у синьому полі три (2 і 1) снопи пшениці, у срібній главі чорний потяг, у клейноді над буралетом бізон. Герб містив девіз: «Commerce, prudence, industry» (Торгівля, розсудливість, індустрія). 
Символіка:
- снопи - символ сільського господарства - основи матеріального добробуту міста,
- потяг - символ індустріалізації, приходу залізниці до Вінніпега,
- бізон - символ місцевості, він колись був дуже поширений в місцевих преріях[2].

Новий герб був наданий місту 1972 року Коледжем Герольдів Англії та замінив попередній герб. Використовуються дві версії, повний герб та малий герб під назвою "City Crest".

## Опис
У зеленому полі квітка шафрану - символ прерії, у синій главі, відділеній золотою смугою від основного поля, 13 золотих п'ятипроменевих зірок, що символізують тринадцять муніципальних урядів, що об’єдналися для створення міста. Щит увінчано лицарським шоломом у профіль, що має зелено-золотий бурелет із срібними квітами шафрану та зелений намет, підбитий золотом. У кейноді ворота Форт-Гаррі, на яких зображена історія Вінніпега як хутряного центру в бухті річки. Девіз нижньої стрічки - UNUM CUM VIRTUTE MULTORUM латинською мовою, означає «Один із силою багатьох».

## Використання
Герб був використаний для створення прапора Вінніпега 1975 року.